# Jaume Torramadé i Ribas
Jaume Torramadé i Ribas (Salt, 1963) és un metge i polític català, alcalde de Salt i president de la Diputació de Girona.
Llicenciat en medicina i cirurgia per la Universitat de Navarra, ha exercit com a metge de cirurgia general i de l'aparell digestiu. Militant d'Unió Democràtica de Catalunya (UDC) fou escollit regidor de l'ajuntament de Salt a les eleccions municipals espanyoles de 1995. Fou escollit alcalde de Salt a les eleccions municipals espanyoles de 1999, i renovà el seu mandat a les eleccions de 2003. Va perdre l'alcaldia a les eleccions de 2007 i va continuar a l'oposició. A les eleccions de 2011 va recuperar l'alcaldia i la va revalidar a les eleccions de 2015. En 2008 fou elegit president intercomarcal d'Unió Democràtica de Catalunya a les comarques gironines.
En 2000 fou elegit diputat de la Diputació de Girona, en la que n'ha estat vicepresident de 2000 a 2007, i president de 2011 a 2013.
En 2014 fou acusar d'haver abusat sexualment de l'assessora de la Diputació, Minerva Amador, en un sopar de la campanya electoral d'UDC en novembre de 2012, demanant 3.600 euros de multa i 1.000 d'indemnització. Jaume Torremadé fou absolt dels càrrecs pel Jutjat del Penal núm. 5 de Girona el maig de 2016. Simultàniament, Torremadé ha retirat una demanda d'extorsió contra Minerva Amador.